# サティア・ナラヤン・ゴエンカ
サティア・ナラヤン・ゴエンカ（英: Satya Narayan Goenka、1924年1月30日 - 2013年9月29日）は、ミャンマー出身のヴィパッサナー瞑想の在家指導者。レディ・サヤド系の瞑想法の伝統を、その孫弟子にあたるサヤジ･ウ・バ・キンから受け継ぎ、欧米・世界に普及させた。

## 略歴
ミャンマーでインド人の家系に生まれ育つ。
同国でサヤジ･ウ･バ･キンに出会う機会に恵まれ、ウ・バ・キンよりヴィパッサナー瞑想の指導を14年間受ける。
インドにて1969年よりヴィパッサナー瞑想の指導を始める。
インド、カナダ、アメリカ、オーストラリア、ニュージーランド、フランス、イギリス、日本、スリランカ、タイ、ミャンマー、ネパールなどの国に瞑想センターが設置されている。